# René Waldeck-Rousseau
René Waldeck-Rousseau, född den 27 september 1809 i Avranches, död den 17 februari 1882 i Nantes, var en fransk politiker, far till Pierre Waldeck-Rousseau.
Waldeck-Rousseau, som var advokat, var en framstående medlem av 1848 års konstituerande församling. Under Napoleon III:s regering höll han sig borta från det politiska livet. År 1870 proklamerade han som mär i Nantes republiken där den 4 september.